# Kenny Sansom
Pour les articles homonymes, voir Sansom.
Kenneth Sansom, dit Kenny Sansom, né le 26 septembre 1958 à Camberwell, quartier de Londres (Angleterre), est un footballeur anglais, qui évoluait au poste d'arrière gauche à Arsenal et en équipe d'Angleterre.
Sansom a marqué un but lors de ses quatre-vingt-cinq sélections avec l'équipe d'Angleterre entre 1979 et 1988. Il participe à l'Euro 1980, à la Coupe du monde 1982, à la Coupe du monde 1986 et à l'Euro 1988. 

## Biographie
Kenny Sansom fait ses débuts en tant qu'arrière latéral gauche dans l'équipe réserve de Crystal Palace alors qu'il est toujours sur les bancs de l'école et rejoint l'équipe première à seulement 16 ans, ce qui est toujours le deuxième plus jeune débutant de l'histoire de Crystal Palace. En 1977 il mène l'équipe réserve en tant que capitaine à la victoire en FA Youth Cup alors qu'il est également le leader de l'équipe nationale anglaise junior.
Rapide, calme, incisif dans ses tacles et avec une bonne conduite de balle, Kenny Samson fait tellement preuve de sang froid dans les situations à risques qu'il ne ratera qu'un seul match de championnat en 156 rencontres à partir de 1976, lorsque Crystal Palace n'évoluait qu'en troisième division et surnommée ironiquement à l'époque Équipe de la décennie. Crystal Palace monte de division en division avec son jeune latéral et atteint rapidement en 1979 la première division.
La jeune pousse de Crystal Palace décide alors de se tourner vers un nouveau challenge et Arsenal FC propose 1 million de livres à Crystal Palace pour recruter leur prodige à l'intersaison 1980. Le paiement s'effectue de manière non conventionnelle car Arsenal offre son nouvel attaquant Clive Allen (d'une valeur équivalente à Kenny Sansom) tout juste recruté en guise de monnaie d'échange, alors qu'il n'a pas encore joué une seule minute sous le maillot du club londonien. Crystal Palace accepte l'offre et Kenny Samson rejoint Highbury. Le même été il brille en sélection nationale lors du Championnat d'Europe de football 1980 en Italie où l'Angleterre n'arrive pas à sortir des poules. Kenny Sansom avait réalisé ses débuts en équipe A l'année précédente lors d'un match nul contre l'équipe d'Écosse de football.
Il mit sept ans avec Arsenal avant de soulever son premier trophée à cause des mauvaises performances des Gunners jusqu'au milieu des années 1980. C'est donc avec sa carrière en équipe d'Angleterre qu'il gagna sa reconnaissance. Rarement non titulaire il participe à la coupe du monde de football 1982 en Espagne durant laquelle les Anglais arrivent jusqu'en deuxième phase de poules. Toujours titulaire lors de la coupe du monde 1986 au Mexique, Kenny Simson joue tous les matchs jusqu'au fameux quart de finale perdu contre l'Argentine aidée par la main de Dieu de Diego Maradona.
Kenny Sansom ne participe pas à seulement quelques rencontres pour l'Angleterre, entre 1980 et 1988, lors de matchs amicaux pour le ménager et également pour que les sélectionneurs Ron Greenwood et Bobby Robson par la suite, puissent essayer ses remplaçants (Derek Statham, Alan Kennedy, Nick Pickering) en cas de blessure ou de méforme de sa part. Ce qui n'arriva jamais.
Toujours solide titulaire du maillot no 3 en 1987, le premier véritable signe de compétition au sein de l'effectif se produit quand l'arrière latéral gauche et capitaine de Nottingham Forest nommé Stuart Pearce fait ses débuts en équipe nationale face au Brésil de manière remarquée en délivrant une passe décisive pour Gary Lineker. Mais cela ne remet pas en cause sa participation active pour les qualifications du Championnat d'Europe de football 1988 en République démocratique allemande.
En 1987, il remporte son premier trophée avec Arsenal, dont il est le capitaine, en remportant la Coupe de Ligue face à Liverpool FC. Il est notamment au départ de l'action qui mène les Gunners à la victoire avec un but de Charlie Nicholas.
La saison suivante, les relations avec l'entraîneur George Graham se dégradent et Kenny Sansom perd son titre de capitaine au profit de Tony Adams tout jeune défenseur de 21 ans. 
À la fin de la saison, après 394 matchs passés sous le maillot d'Arsenal, il quitte le club pour Newcastle United et entame une fin de carrière mouvementée pendant 8 ans au cours desquels il fréquente 7 autres clubs : Queens Park Rangers FC, Coventry City FC, Everton FC, Brentford FC, Chertsey Town (amateur), Watford FC (joueur-entraîneur) et Slough Tow (amateur). En 1996, 20 ans après le début de sa carrière, il raccroche les crampons.
À l'heure actuelle, Kenny Sansom intervient comme consultant à la télévision pour Sky Sports.

## Carrière
- 1976-1980 : Crystal Palace  Angleterre
- 1980-1988 : Arsenal  Angleterre
- 1988-1989 : Newcastle United  Angleterre
- 1989-1991 : Queens Park Rangers  Angleterre
- 1991-1993 : Coventry City  Angleterre
- Février 1993-Mars 1993 : Everton  Angleterre
- Mars 1993-Juillet 1993 : Brentford FC  Angleterre
- 1994-1995 : Watford (joueur-entraîneur)  Angleterre[1]

## Palmarès

### En équipe nationale
- 86 sélections et 1 but avec l'équipe d'Angleterre entre 1984 et 1996.
- Quart-de-finaliste de la Coupe du monde de football de 1986.
- Second tour de la Coupe du monde de football de 1982.
- Participation à l'Euro 1980 et à l'Euro 1988.

### Avec Crystal Palace
- Vainqueur du Championnat d'Angleterre de football D2 en 1979.

### Avec Arsenal
- Vainqueur du Coupe de la Ligue anglaise de football en 1987.